# Catocala obsoleta
Catocala obsoleta là một loài bướm đêm trong họ Erebidae.